# Observatorio Nacional del TÜBİTAK
El Observatorio Nacional del TÜBİTAK (turco: TÜBİTAK Ulusal Gozlemevi, TUG) es un observatorio astronómico terrestre operado por el Instituto TUG del Consejo de Investigación Científica y Tecnológica de Turquía (TÜBITAK). Establecido en 1991, se encuentra a una altitud de 2.450 m en Bakırtepe, alrededor de 50 km al oeste-suroeste de Antalya en el sur de Turquía.

## Telescopios
- RTT150 - Russian-Turkish 1.5-m Telescope (anteriormente AZT-22) (2001)[1][2]
- T100 (ACE RC1.0) - 1.0 m telescopio Ritchey-Chrétien (2009)[3]
- T60 (OMI RC06) - 0.6 m telescopio Ritchey–Chrétien (2008)[4]
- YT40 (Meade LX200GPS) - 0.4 m telescopio Schmidt–Cassegrain (2006)[5]
- ROTSEIIID Experimento Robótico de Búsqueda Transitoria Óptica[6]

## Descubrimientos
Científicos liderados por un astrónomo turco de la Universidad de Ankara descubrieron un exoplaneta en órbita alrededor de la estrella gigante HD 208897, que se encuentra a una distancia de unos 210 años luz de la Tierra. El exoplaneta tiene una masa mínima de 1,4 masas de Júpiter, y rota su estrella madre de aproximadamente 1,05 UA (156,000,000 km) de distancia cada 353 días en una órbita casi circular. El descubrimiento es el resultado de un trabajo de investigación de diez años de duración del método preciso de velocidad radial llevado a cabo mediante el uso del espectrógrafo Coude Echelle (CES) instalado en el Telescopio ruso-turco de 1,5 metros (RTT150). Las observaciones de seguimiento en el Observatorio Astrofísico de Okayama (OAO) en Japón y el Observatorio Kreiken de la Universidad de Ankara (AUKR) confirmaron el descubrimiento, que se hizo público el 6 de agosto de 2017.